# فاندويل
فاندويل (بالفرنسية: Vandeuil)‏ هي بلدية تقع في فرنسا في Canton of Fismes. يقدر عدد سكانها بـ 212 نسمة ومساحتها 5.35 كم2 وترتفع عن سطح البحر 180 متر.